# Fajsz (ungersk furste)
Fajsz, Falis, eller Falicsi, son till Jutas (andra skrivsätt Jutotzasz), var barnbarn till Árpád och storfurste av Ungern under 900-talet (förmodligen mellan 947 och 955).
Man vet inte särskilt mycket om Fajsz, men i krönikan av Konstantin, kejsare av Bysantinska riket, finns referenser till Fajsz. Han omnämns som ton nuni arconta, d.v.s. den samtida fursten. Historikerna är inte överens om huruvida denne furste har existerat eller vem han egentligen var. Förvirringen beror bland annat på att det existerar flera olika namnformer av Fajsz. Bristen på historiska källor förklaras av att man i Ungern då skrev en typ av runor på trämaterial, vilka inte har kunnat bevaras till våra dagar.